# Gina Zanetakos
Gina Zanetakos est le sixième épisode de la première saison de la série policière américaine Blacklist. L'épisode a été diffusé aux États-Unis sur NBC le 28 octobre 2013.

## Résumé
Après que Tom confronte Liz à propos de la boîte, et qu'elle lui montre la photo de lui à Boston, où le meurtre a eu lieu, il affirme qu'il est innocent et insiste pour qu'ils le confient au FBI afin que son nom puisse être blanchi. Par ailleurs, Red informe Elizabeth et le FBI que le prochain nom sur la liste noire est une belle et mortelle terroriste, Gina Zanetakos (Margarita Levieva), et prétend qu'elle est l'amant de Tom. Tom maintient son innocence en étant interrogé. Bientôt, Liz se rend compte qu'il y a plus que ce qui lui passe par la tête quand elle découvre la même boîte et une photo de Tom dans une planque de la criminelle. Quand Zanetakos est arrêtée, elle dit que Red était derrière l'incident de Boston et qu'elle n'a jamais vu Tom auparavant, Liz, en colère, dit à Red que leur collaboration entre eux deux est terminée. Les hommes qui espionnent Liz et Tom ne savent pas si Tom est innocent ou pas, mais ils sont sûrs qu'il ne travaille pas pour Reddington.

## Réception

### Accueil
Gina Zanetakos est diffusé sur NBC le 28 octobre 2013 à 21h. L'épisode a recueilli une note de 3,1/8 sur l'échelle de Nielsen avec 10,51 millions de téléspectateurs, ce qui en fait le deuxième show le plus regardé dans son créneau horaire derrière Castle sur ABC , qui a rassemblé 10,69 millions de téléspectateurs. Gina Zanetakos est aussi la huitième émission de télévision la plus regardée de la semaine.
Diffusé à 22h35 sur TF1 à la suite du Marmiton et du Coursier le 3 septembre 2014, Gina Zanetakos est vu par 4,5 millions de téléspectateurs, soit 31,8 % du public .

### Accueil critique
Jason Evans du Wall Street Journal a donné une critique positive de l'épisode en déclarant: « Pour chaque réponse, cette émission nous donne deux nouveaux mystères. Les choses que nous croyons vraies sont montrées comme des mensonges. Après plusieurs épisodes, Tom a l'air d'un méchant et Red semble honnête, nous sommes complètement retournés par l'histoire ».